# Lázaro Cárdenas del Río
Lázaro Cárdenas del Río (Jiquilpan, 21 maggio 1895 – Città del Messico, 19 ottobre 1970) è stato un politico e generale messicano.
È stato il 51º Presidente del Messico, dal 1º dicembre 1934 al 1º dicembre 1940. È ritenuto il presidente più popolare dell'intera storia recente del Messico, per aver attuato la riforma agraria e aver nazionalizzato l'industria petrolifera in politica interna ed aver accolto i rifugiati repubblicani spagnoli della guerra civile e contenuto l'imperialismo statunitense in politica estera.

## Biografia
Nacque a Jiquilpan!, nella parte occidentale del Messico, in una famiglia numerosa, comprendente ben otto figli, cinque maschi e tre femmine. Nel 1913 entrò a far parte delle forze rivoluzionarie guidate da Martin Castrejón, raggiungendo il grado di generale all'età di trentotto anni. Dal 1928 al 1930 fu governatore dello stato messicano del Michoacán. Collaborò con il presidente Pascual Ortiz Rubio con l'incarico di dirigente del Partito Nazionale Rivoluzionario.

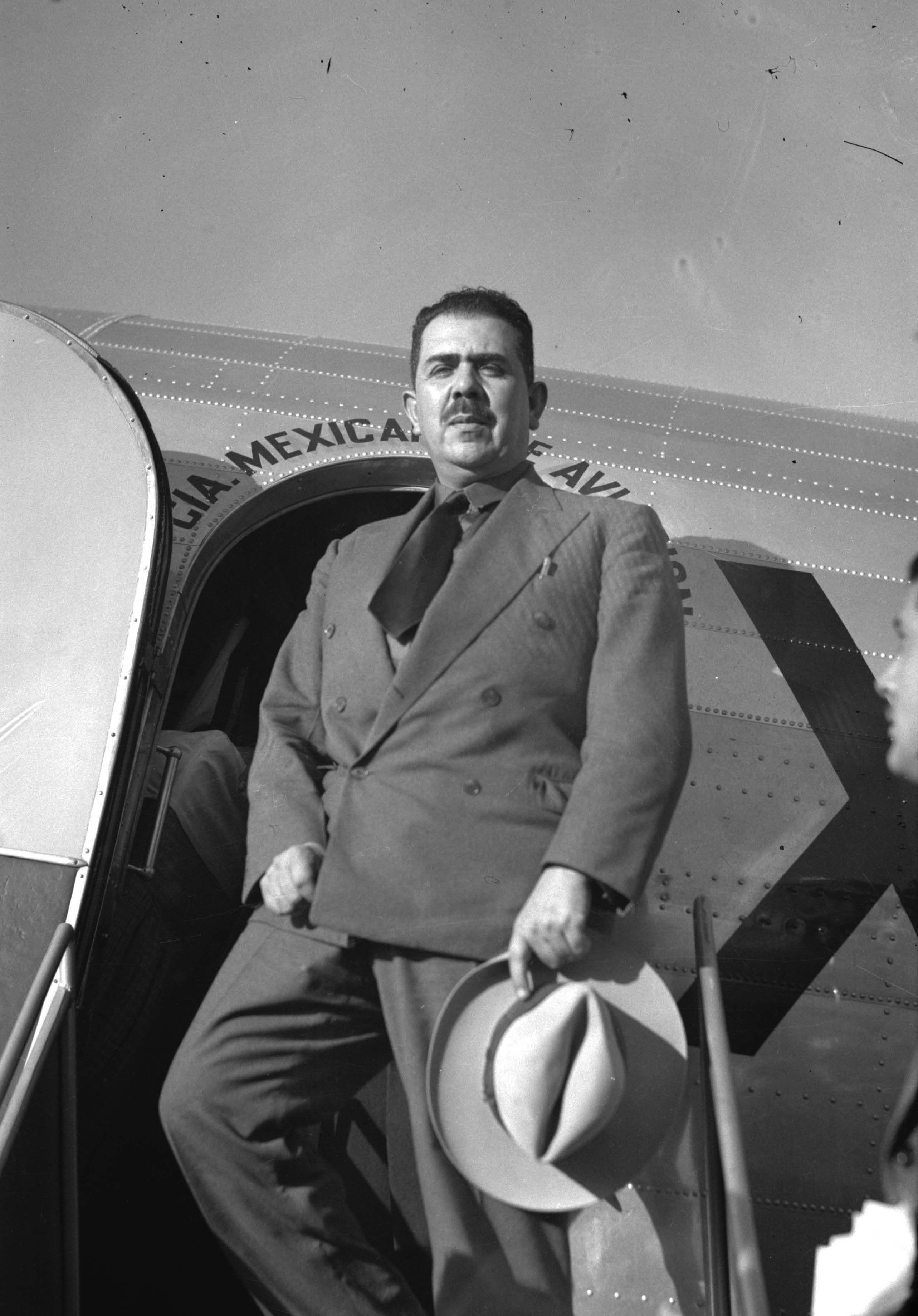
Il generale Lázaro Cárdenas del Rìo

Dopo i sei anni di presidenza fu nominato segretario del Ministero della guerra e della marina nel governo del presidente Manuel Ávila Camacho, dal 1940 al 1946.

Dal suo matrimonio con Amalia Solórzano nacque un figlio, Cuauhtémoc Cárdenas, che intraprese anche lui la carriera politica, divenendo senatore, governatore, candidato alla presidenza della Repubblica in tre occasioni.

Cárdenas morì di cancro a Città del Messico nel 1970.

### Attività politica
Il momento più fertile della rivoluzione si ebbe proprio sotto la presidenza di Lázaro Cárdenas del Río, il quale prese la decisione di distribuire un quantitativo di terra, 17 milioni di ettari, incredibilmente alto rispetto ai suoi predecessori e ai suoi successori; inoltre nazionalizzò le ferrovie e le società petrolifere ed infine allacciò relazioni sempre più strette con il popolo, riacquistandone la fiducia.
Per attuare quest'ultimo obiettivo, il presidente armò i contadini per sfondare le ultime sacche di resistenza alla tanto auspicata e invocata riforma agraria, ossia uno dei punti fermi della rivoluzione messicana. Non va dimenticato che ancora nel 1930 si contavano quindicimila grandi proprietari terrieri che tenevano saldamente in mano l'83 per cento dell'area totale, pur rappresentando solamente il 2 per cento dei proprietari.
Al momento dello scoppio della Guerra civile spagnola, fu l'unico capo di Stato democratico ad opporsi al non interventismo sostenuto da Regno Unito e Francia, ritenendo che non si potesse essere neutrali in un conflitto tra una democrazia elettorale e un regime militare e che si dovesse difendere attivamente la causa repubblicana. Quando i nazionalisti vinsero la guerra, s'impegnò affinché fosse assicurato asilo a orfani e rifugiati politici, continuando a riconoscere il Governo repubblicano in esilio (per un certo periodo con sede a Città del Messico) come unico governo legittimo, politica che il Messico continuò poi fino al ritorno della democrazia in Spagna nel 1977.
Cárdenas raggiunse due scopi fondamentali: il primo riguardò la politica interna e consistette nel limitare le forze coercitive del paese; il secondo toccò la politica estera e si tramutò in un contenimento dell'interventismo statunitense. Tra i risvolti negativi della politica attuata da Cárdenas, un riavvicinamento delle forze politiche fino ad un assorbimento da parte di un unico gruppo di forte consenso elettorale, e uno sfruttamento clientelistico dell'apparato statale.